# لويس هوفمان
لويس هوفمان (بالألمانية: Louis Hofmann)‏ هو ممثل ألماني، ولد في 3 يونيو 1997 في ألمانيا.

## أعمال

### أفلام
- (2015) أرض الألغام[6]

### مسلسلات
- ظلام

## وصلات خارجية
- لويس هوفمان على موقع IMDb (الإنجليزية)
- لويس هوفمان على موقع ميتاكريتيك (الإنجليزية)
- لويس هوفمان على موقع روتن توميتوز (الإنجليزية)
- لويس هوفمان على موقع ألو سيني (الفرنسية)
- لويس هوفمان على موقع أول موفي (الإنجليزية)
- لويس هوفمان على موقع قاعدة بيانات الفيلم (الإنجليزية)
- لويس هوفمان على موقع كينوبويسك (الروسية)